# Hôtel Plaza (Nouveau-Mexique)
Pour les articles homonymes, voir Hôtel Plaza.
L'hôtel Plaza (en anglais : Plaza Hotel) est un hôtel américain situé à Las Vegas, au Nouveau-Mexique. Construit en 1882, cet établissement est inscrit au Registre national des lieux historiques depuis le 16 décembre 1974 et est membre des Historic Hotels of America depuis 2016.